# Gaudioso di Napoli
Gaudioso di Napoli, o Gaudioso di Abitine e ancora Gaudioso Africano, al secolo Settimio Celio Gaudioso (Abitine, ... – Napoli, 27 ottobre 455), è stato un vescovo berbero, vescovo di Abitine, nella regione di Cartagine.
Dopo l'invasione dei Vandali non volle convertirsi all'arianesimo e re Genserico lo imbarcò, assieme ad altri vescovi cristiani, fra cui Quodvultdeus, su vecchie navi in disarmo, senza vele né remi, mandandolo alla deriva. Approdò fortunosamente a Napoli, dove fondò un monastero; è venerato come santo dalla Chiesa cattolica ed è ricordato il 27 ottobre.

## Agiografia
Nacque ad Abitine (in latino Abitinia) una cittadina del circondario di Cartagine nella Provincia d'Africa. 
Non si ha alcuna notizia della sua giovinezza, si sa solo che era vescovo di Abitine al tempo dell'invasione dei Vandali, nel 439. Genserico lo prese prigioniero e gli propose di restare vescovo ad Abitine, se avesse aderito all'Arianesimo. Gaudioso rifiutò, fu allora imbarcato assieme a tutto il clero locale, fra cui il vescovo di Cartagine san Quodvultdeus, su vecchie navi in disarmo, prive di remi e di vele. Fortunosamente attraversarono il mar Tirreno e approdarono a Napoli (439 o 440).
Gaudioso a Napoli si stabilì poco fuori dalla città,  sulla collina di Capodimonte, nei pressi dell'attuale Rione Sanità, dove costruì un monastero in cui introdusse la Regola agostiniana, ancora sconosciuta in Italia. Gli si attribuisce anche la traslazione a Napoli, dalla chiesa di Santa Maria del Principio di Lacco Ameno, di alcune reliquie di santa Restituta, che custodì nella basilica paleocristiana di Santa Restituta, oggi parte integrante del Duomo di Santa Maria Assunta come cappella laterale, cui si accede dalla navata sinistra.
Morì nel 455 a Napoli.

## Culto
Il Martirologio romano fissa la memoria liturgica il 27 ottobre.
Fu sepolto in un cimitero cristiano ipogeo, poi denominato Catacombe di San Gaudioso, nello stesso sito fu sepolto anche il vescovo Nostriano. Presto la sua tomba fu oggetto di culto da parte degli abitanti della zona, oggi Rione Sanità.
Fra il 1602 e il 1613 sopra le catacombe fu costruita la Basilica di Santa Maria della Sanità. Oggi si accede alle catacombe attraverso una scala che parte da una cancellata posta sotto il presbiterio. Di fronte all'ingresso vi è la tomba rivestita a mosaico del santo; le pareti sono rivestite da affreschi del XVII-XVIII secolo.